# Молци
Молците (Microlepidoptera) са неясно дефинирана група дребни пеперуди. Ентомолозите обикновено я отъждествяват с Microlepidoptera, която от своя страна също не е с ясни граници и не е естествена (монофилетична) група.

## Значение
В разговорния език с названието „молец“ хората са определяли много различни видове малки пеперуди – вредители по дрехи, културни растения и др. Днес на много от тези видове са дадени уникални, недвусмислени имена като Обикновен дрешен молец (Tineola bisselliella), Житен молец (Nemapogon granella), Зърнов молец (Sitotroga cerealella) и др. В стремежа си да придадат по-ясно значение на думата молец, ентомолозите я обобщават и отъждествяват с традиционната група пеперуди Microlepidoptera, в която се включват предимно дребни пеперуди.

## Microlepidoptera
Една от традиционните класификации на пеперудите е разделянето им на „големи“ (Macrolepidoptera) и „малки“ (Microlepidoptera). В Microlepidoptera се включват семействата, в които преобладават малки представители с размах на крилете под 3 cm. Точната дефиниция и съответно семействата включвани в Microlepidoptera се различават сред различните автори. Macrolepidoptera са произлезли от Microlepidoptera, което означава че молците са парафилетична група.
При всички положения – Macrolepidoptera включва всички Дневни пеперуди, както и някои семейства Нощни пеперуди с едри представители. Докато Microlepidoptera включва повечето семейства Нощни пеперуди, които сумарно представляват повечето видове пеперуди на Земята.
Въпреки че това разделение не е филогенетично, т.е. не отразява родствените връзки между пеперудите, то продължава да се използва по прагматични причини. Малкият размер, често невзрачния вид и големият брой видове, правят определянето на молците значително по-трудно от останалите пеперуди. Затова те остават по-слабо проучени и най-често нямат народни имена.

## Включени семейства
Това е списък на 92-те семействата молци според класификацията на (Kristensen et al. 2007), т.е. всички без Macrolepidoptera (31 семейства), групирани в надсемейства.
- Micropterigoidea
  - Micropterigidae
- Аgathiphagoidea
  - Agathiphagidae
- Heterobathmioidea
  - Heterobathmiidae
- Eriocranioidea
  - Eriocraniidae
- Acanthopteroctetoidea
  - Acanthopterocteidae
- Lophocoronoidea
  - Lophocoronidae
- Neopseustoidea
  - Neopseustidae
- Mnesarchaeoidea
  - Mnesarchaeidae
- Hepialoidea
  - Palaeosetidae
  - Prototheoridae
  - Neotheoridae
  - Anomosetidae
  - Hepialidae
- Andesianoidea
  - Andsianidae
- Nepticuloidea
  - Nepticulidae
  - Opostegidae
- Incurvarioidea
  - Heliozelidae
  - Adelidae
  - Prodoxidae
  - Cecidosidae
  - Incurvariidae
  - Crinopterygidae
- Palaephatoidea
  - Palaephatidae
- Tischerioidea
  - Tischeriidae
- Tineoidea
  - Tineidae – Същински молци
  - Arrhenophanidae
  - Acrolophidae
  - Lypusidae
  - Psychidae
- Gracillarioidea
  - Roeslerstamiidae
  - Douglasiidae
  - Bucculatricidae
  - Gracillariidae
- Yponomeutoidea
  - Yponomeutidae
  - Ypsolophidae
  - Plutellidae
  - Acrolepiidae
  - Glyphipterigidae
  - Heliodinidae
  - Bedeliidae
  - Lyonetiidae
- Gelechioidea
  - Elachistidae
  - Xyloryctidae
  - Chimabachidae
  - Glyphidoceridae
  - Schistonoeidae
  - Oecophoridae
  - Lecithoceridae
  - Batrachedridae
  - Deoclonidae
  - Coleophoridae
  - Autostichidae
  - Peleopodidae
  - Amphisbatidae
  - Cosmopterigidae
  - Gelechiidae
- Simaethistoidea
  - Simaethistidae
- Galacticoidea
  - Galacticidae
- Zygaenoidea
  - Epipyropidae
  - Cyclotornidae
  - Himantopteridae
  - Anomoeotidae
  - Megalopygidae
  - Somabrachyidae
  - Aididae
  - Limacodidae
  - Dalceridae
  - Lacturidae
  - Heterogynidae
  - Zygaenidae – Пъстрянки
- Sesioidea
  - Brachodidae
  - Sesiidae
  - Castniidae
- Cossoidea
  - Cossidae
  - Dudgeonidae
- Tortricoidea
  - Tortricidae
- Choreutoidea
  - Choreutidae
- Urodoidea
  - Urodidae
- Schreckensteinioidea
  - Schreckensteiniidae
- Epermenioidea
  - Epermeniidae
- Alucitoidea
  - Tineodidae
  - Alucitidae
- Pterophoroidea
  - Pterophoridae – Перокрилки
- Whalleyanoidea
  - Whalleyanidae
- Immoidea
  - Immidae
- Copromorphoidea
  - Copromorphidae
  - Carposinidae
- Hyblaeoidea
  - Hyblaeidae
- Thyridoidea
  - Thyrididae
- Pyraloidea
  - Pyralidae
  - Crambidae
- incertae cedis (неясно принадлежност към надсемейство)
  - Prodidactidae